# Isla de la Juventud
La isla de la Juventud (anteriormente isla de Pinos) es una isla caribeña, la quinta en extensión del archipiélago de las Antillas Mayores, con una extensión territorial de 2.200 km². Junto a más de 600 cayos e islotes, conforma el Archipiélago de los Canarreos, en la parte suroccidental de Cuba, junto al Golfo de Batabanó, aproximadamente a 50 kilómetros de la isla de Cuba y 142 kilómetros de la ciudad de La Habana.
Isla de la Juventud es también un municipio especial (la isla y cayos adyacentes) de Cuba desde 1976, con rango de provincia y tiene 2.419 km². Esta condición viene dada por sus escasas dimensiones y su reducida población para convertirse en provincia, al tiempo en que, por su carácter insular, se consideró que debía subordinarse directamente al gobierno central. Manteniendo las estructuras de gobierno habituales, con cierto grado de autonomía igual que el resto de los municipios. Los órganos del Estado y Gobierno son la Asamblea Municipal del Poder Popular y el Consejo de Administración Municipal, dirigido este por el Intendente municipal.
Sus principales asentamientos poblacionales son Nueva Gerona, cabecera municipal, Santa Fe y La Demajagua —antigua Santa Bárbara—. También existen poblados menores como los repartos Juan Delio Chacón, José Martí, Patria y La Victoria. Anteriormente era un municipio de la antigua provincia de La Habana.

## Historia

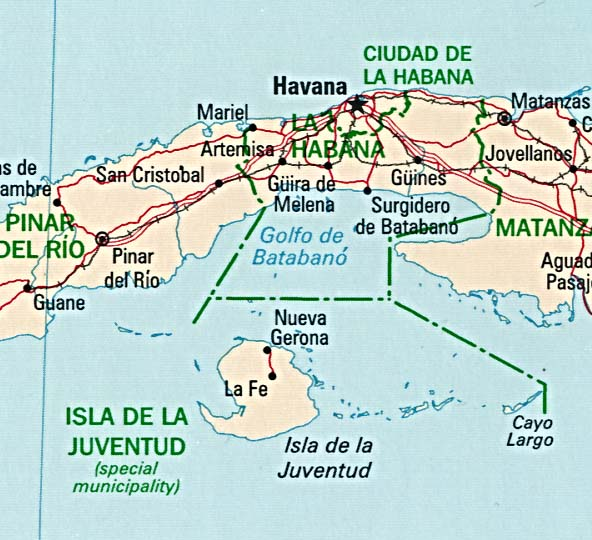
Mapa de Isla de la Juventud.

Esta isla fue descubierta en junio de 1494 por Cristóbal Colón en su segundo viaje de descubrimiento del Nuevo Mundo. Hay dudas sobre si el nombre de la Evangelista se corresponde con esta isla y después llamada isla de Pinos. La Isla de la Juventud ha tenido varios nombres a lo largo de la historia. Ha sido nombrada Ahao, Camaraco, isla de las cotorras, isla de los piratas, isla de las toronjas, isla de los quinientos asesinatos, entre otros.
El 11 de marzo de 1596 se libró una batalla naval entre una flota española, bajo mando de Bernardino González de Avellaneda y Juan Gutiérrez de Garibay, y lo que quedaba de la expedición inglesa contra la América española que había comandado Francis Drake, entonces ya fallecido por disentería, resultando dos buques ingleses capturados por los españoles y causando la huida definitiva de la flota británica de los dominios españoles en el Caribe.
En el siglo XIX la metrópoli española decide su colonización y se funda su capital, Nueva Gerona, el 17 de diciembre de 1830. En esta época se la conoció también como Isla de los Deportados, aunque el nombre más utilizado durante la historia es el de isla de Pinos. Así aparece por primera vez en el mapa de Diego Rivera en 1529. Todavía hoy se emplea hasta el punto de que el gentilicio de los locales es pinero.

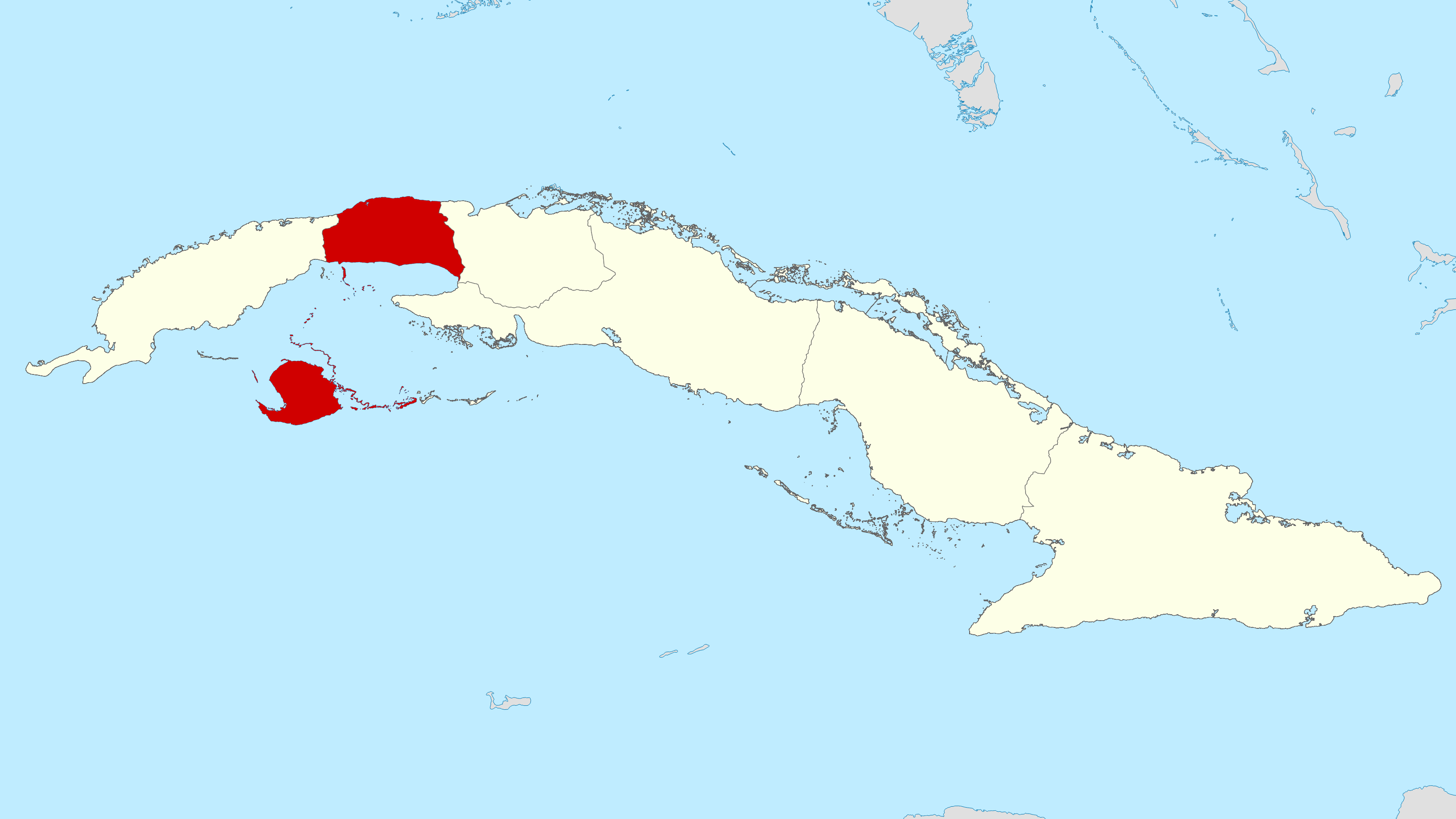
La división de 1878 dejó a la Isla de Pinos integrada en la Provincia de La Habana

A comienzos del siglo XX la Isla de Pinos fue el centro de una disputa con Estados Unidos, hasta que en 1904 dicho gobierno reconoció la soberanía de Cuba sobre la isla mediante el Tratado Hay-Quesada, ratificado en 1925 bajo el gobierno de Alfredo Zayas; ese año la isla pasó a ser parte de la República de Cuba.

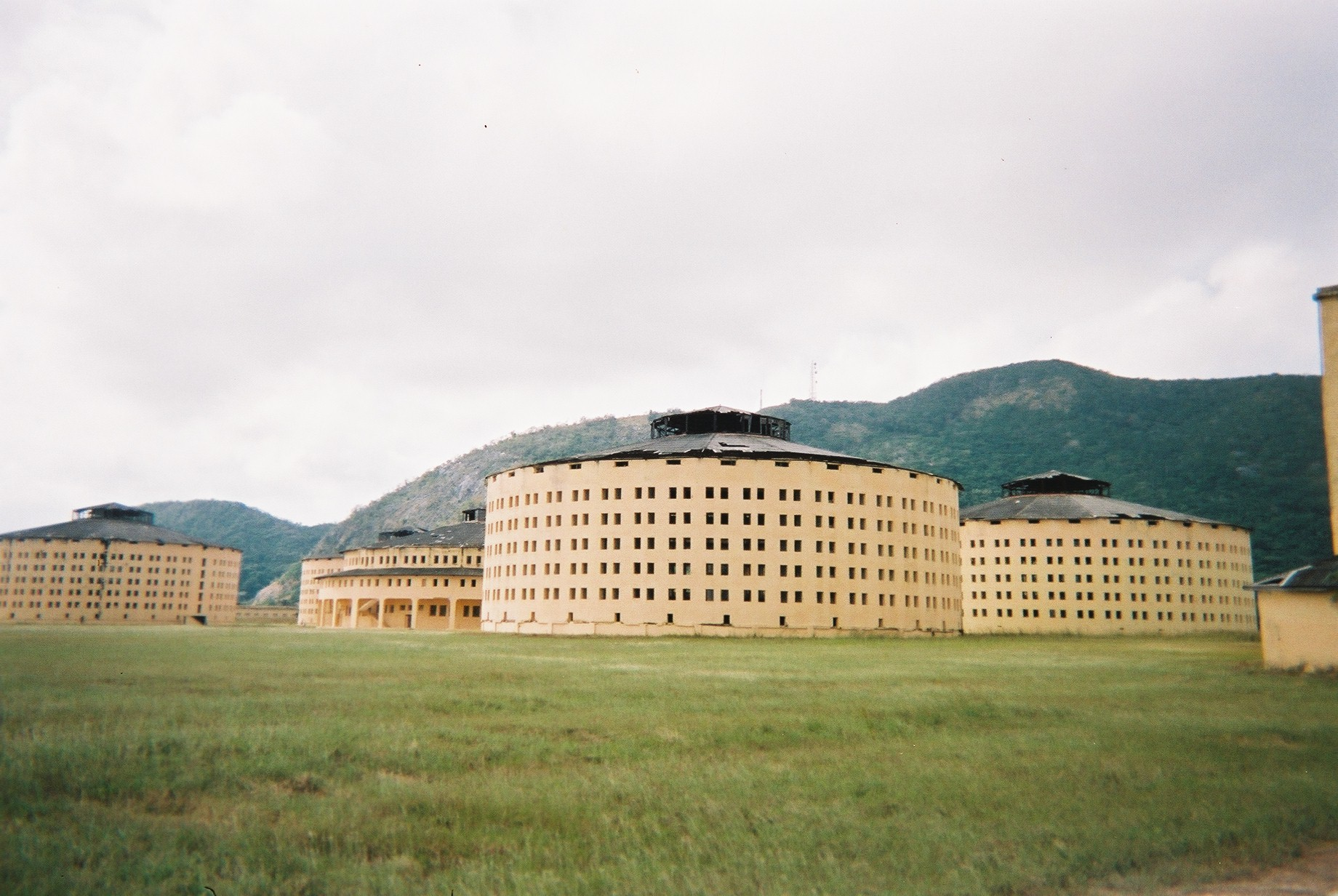
Presidio Modelo.

Después del asalto al Cuartel Moncada, en 1953, Fidel Castro, Raúl Castro, Ramiro Valdés Menéndez, Juan Almeida Bosque y otros participantes en dicha acción fueron encarcelados en el Presidio Modelo hasta mayo de 1955, cuando fueron liberados gracias a una amnistía general.
En 1978 es renombrada Isla de la Juventud debido a los miles de jóvenes de distintas partes del mundo y de varias provincias de Cuba que estudiaban en escuelas en el campo y trabajaban en las plantaciones de cítricos. Además recibió el nombre de «isla de los 500 Asesinatos» por parte del célebre autor cubano Pablo de la Torriente Brau, con motivo de los asesinatos cometidos en el otrora Presidio Modelo, hoy Palacio de los Pioneros del Municipio.
En la actualidad la Isla de la Juventud tiene el estatus de municipio especial, con una población aproximada de 76 000 habitantes. La actividad económica se basa sobre todo en la agricultura, principalmente cítricos; en la extracción de mármol; la pesca y la cerámica tanto utilitaria como artística. Sus principales atracciones turísticas son el Centro Internacional de Buceo, en el Hotel El Colony, y Cayo Largo del Sur.
La mayor elevación con que cuenta la isla es la Sierra de La Cañada con 303 metros de altura, y los ríos más importantes son Las Nuevas, San Pedro, Las Casas y Júcaro.

## Actualidad
Después del proceso de recuperación tras los huracanes que azotaron el territorio, la Isla de la Juventud se enmarcó en un proceso de inversiones para mejorar el centro histórico de la cabecera municipal, así como el cambio del sistema eléctrico de la misma, pasando de un sistema aéreo a uno soterrado que garantiza una más rápida recuperación luego del azote de fenómenos meteorológicos.

## Estudiantes extranjeros
Unos 2300 estudiantes de cuatro continentes se encuentran en la isla, entre ellos los que participaron del Nuevo Programa de Formación de Médicos Latinoamericanos, oriundos de Venezuela, Bolivia, Brasil, Argentina y Timor Oriental, entre otros. Estaban distribuidos en cuatro escuelas de Medicina y fueron trasladados a estudiar a la Ciudad de La Habana después del paso en 2008 del huracán Gustav por el municipio, permaneciendo en el mismo solamente los estudiantes de carreras pedagógicas y de la Secundaria Básica. Además se encuentran estudiando pedagogía alumnos llegados de El Salvador, Honduras, Guatemala, México, Belice, Bolivia, Perú, Colombia, Ecuador, Antigua y Barbuda, Dominica, Santa Lucía, Barbados, Gabón, Vietnam, Mongolia y estudiantes secundarios del Sáhara Occidental y Argelia, entre otros. Recientemente se incorporaron al estudio de carreras pedagógicas estudiantes de Angola, quienes se encuentran en formación en la Universidad de Ciencias Pedagógicas.

## Principales lugares de interés

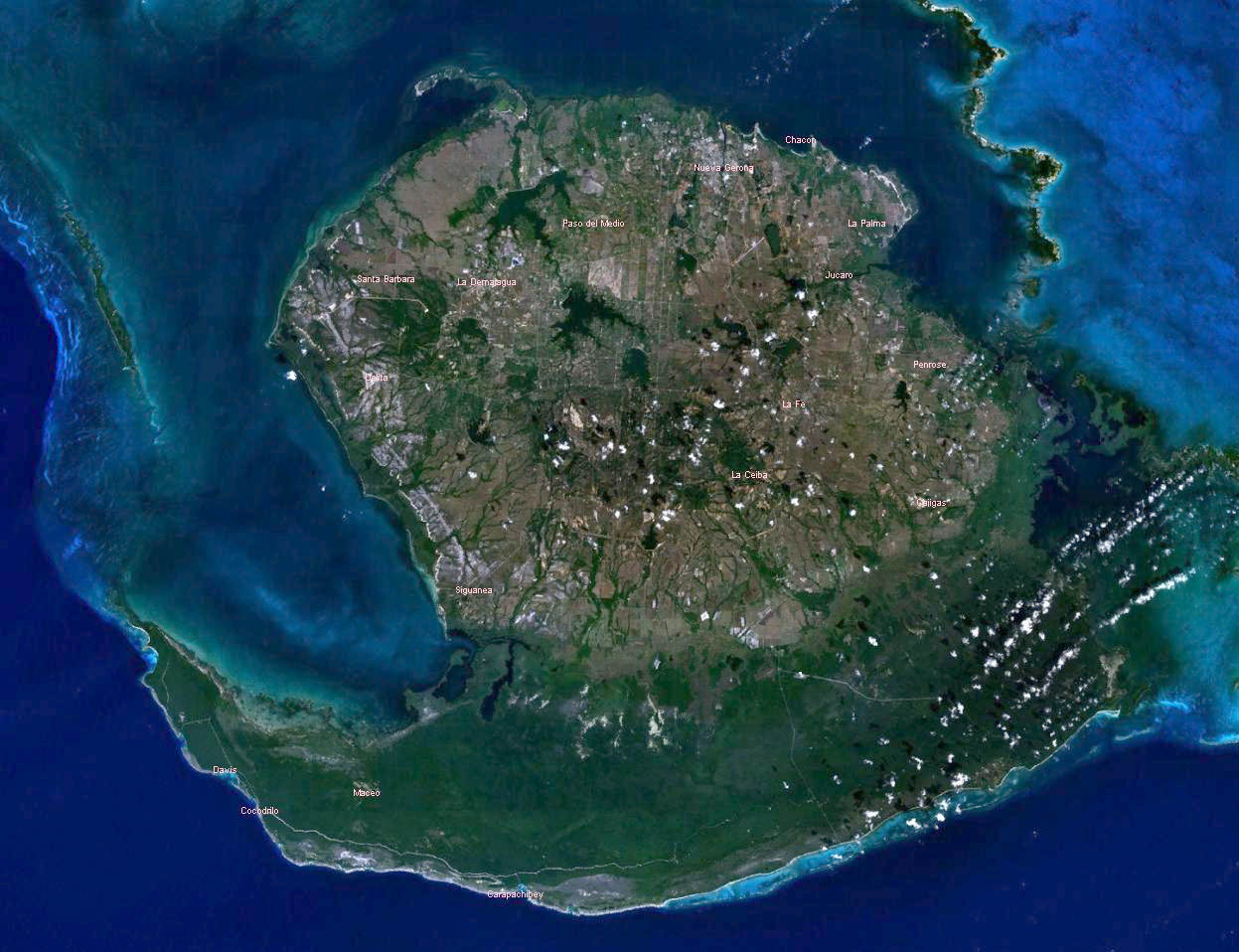
Vista satelital de la isla.

- Playa Bibijagua, famosa por sus arenas negras.
- Centro Internacional de Buceo y Hotel El Colony.
- Isla turística de Cayo Largo del Sur y Marina Cayo Largo del Sur.[3]
- Presidio Modelo, donde cumplieron prisión los asaltantes al Cuartel Moncada.[3]
- Finca El Abra, lugar donde fue confinado el joven José Martí, declarado Monumento Nacional y convertido en museo.[3]
- Cuevas de Punta del Este, considerada la Capilla Sixtina del arte rupestre caribeño, contiene gran cantidad de pictografías aborígenes.
- Parque Nacional Ciénaga de Lanier, gran reserva natural al sur de la isla.
- "CEAA" Centro Experimental de Artes Aplicadas, fundado en 1979 por el ceramista y escultor Carlos Finales Hernández y un grupo inicial de colaboradores tales como: Amelia Carballo, Ángel Norniella y Walfrido Morales. Este centro se llamó originalmente TEAA, Taller Experimental de Artes Aplicadas y desde sus inicios fue orientado a apoyar el desarrollo de la cerámica en la Isla de la Juventud. Partiendo del "CEAA", se realizaron cursos de cerámica para niños, jóvenes y adultos, así como también se creó la primera revista de cerámica de Cuba, la cual se distribuyó nacionalmente. La feria nacional de la cerámica fue la primera de su tipo que se realizó en Cuba, la cual en la segunda edición tuvo participación internacional. Esta feria fue presidida por Carlos Finales Hernández.
- Estadio de béisbol Cristóbal Labra, inaugurado en 1957, cuenta con un aforo de 3500 personas.